# Sabit Rahman
Sabir Rahman (en azéri: Sabit Rəhman, Sabit Kərim oğlu Mahmudov; né le 26 mars 1910 à Nukha (Chaki) et mort le 23 septembre 1970 à Bakou) est un écrivain, dramaturge et artiste émérite d'Azerbaïdjan. Il est le père du compositeur azéri Emin Sabitoghlu,

## Parcours professionnel
Il débute son activité littéraire en 1926 avec les feuilletons qu'il publie dans la revue Molla Nasreddin. Le premier recueil d'histoires, "Immoral", est publié en 1931. Il est l'auteur de nombreux contes et pièces de théâtre.
Sabit Rahman est l'un des fondateurs de la comédie azerbaïdjanaise. Il est l'auteur des scénarios pour les films Arshin Mal Alan, Pas celle-là, mais celle-ci, Koroghlu, Où est Ahmed ?  et de la comédie musicale Ulduz. Il écrit le livret du ballet dont le compositeur est Gara GarayevSept Merveilles.

## Œuvres
Nouvelles:
- Doux rossignol
- Gudurgan
- Aventures de Mir Gasim
- Ombres
- Mirzekalantar
- Plov
- Nikolay est tombé du trône
- Parenté

Récits :
- Infidèle
- La Dernière Tragédie

Pièces :
- Mariage
- Heureux
- Connaissances
- Clarté
- Aligulu se marie
- Mensonges

Le roman : Nina

## Titre
- Artiste émérite de la RSS d'Azerbaïdjan (1943)
- l'Ordre du Drapeau rouge du Travail et des médailles.

## Mémoire
- Le théâtre dramatique à Chaki porte le nom de S. Rahman.
- Il y a une rue qui porte son nom dans les villes de Bakou et de Chaki[4].
- Timbre à l'occasion du 90e anniversaire de Sabit Rahman